# Joseph Robert (prêtre)
Joseph Robert, né à Besançon (Doubs) le 12 avril 1898 et mort à Chambéry (Savoie) le 16 mars 1987, est un ecclésiastique français. Prêtre du diocèse d’Autun et prélat de Sa Sainteté, il est à l'origine d’une communauté pastorale fondée en 1935 en Haut-Mâconnais, à Lugny, qui perdure jusqu’au début des années 1980.

## Biographie

### Études
Joseph est le cinquième enfant d’une famille qui en comptera six, trois garçons et trois filles : Claire (née en 1891), Marie-Louise (1892), Paul (1894), Léon (1896), Joseph et Élisabeth (1902).
Il fait ses premières années de scolarité au collège Saint-Jean de Besançon, où son père Romane est notaire. En 1914, son père se retire des affaires et sa famille quitte alors le Doubs pour s’installer en Saône-et-Loire, à Digoin, face à l’église Notre-Dame de la Providence. Le jeune Joseph poursuit dès lors ses études à Saint-Chamond (Loire), au collège tenu par les frères maristes, où il obtient son baccalauréat. 

### La guerre
En 1917, il est mobilisé. Il sert d’abord au 10e puis au 81e régiment d’infanterie et, pour s’être illustré par « son courage, son sang-froid et son audace », il termine la guerre avec la croix de guerre 1914-18. 
Joseph Robert est nommé caporal le 16 mars 1919 et sergent le 5 avril 1919. Parvenu au grade de sergent-major, il est renvoyé dans ses foyers, à Digoin (71), en mai 1920.

### Le Séminaire français de Rome et la prêtrise
Aspirant à vouer sa vie à l’Église, il fait une retraite de réflexion à l'abbaye Notre-Dame de Quarr, sur l’île de Wight, au sud de l’Angleterre, où son frère Léon est jeune moine. Il adresse une demande pour être accepté au Séminaire français de Rome, où il entre le 22 octobre 1920. Il écrit dans une lettre datée du 16 juillet 1920 : « C’est à Quarr Abbey — où les Bénédictins de Solesmes se sont réfugiés dans l’île de Wight en Angleterre — que je suis allé chercher le calme nécessaire pour me recueillir un peu et voir ce que Dieu voulait de moi. Ma résolution a été vite prise et un de mes frères qui est à l’abbaye depuis un an ainsi que le Révérend Père maître des novices à qui j'ai confié ma décision m'ont conseillé vivement de choisir le Séminaire français de Rome. Aussi j'ai désirés fort connaître quelles conditions j’ai à remplir pour y entrer et si je puis compter sur une place pour la rentrée prochaine ».
Il y étudie jusqu’en 1927, suivant les cours en latin à l’université pontificale grégorienne. Il est ordonné prêtre le 16 avril 1927, en la basilique Saint-Jean-de-Latran. Durant son séminaire, il côtoie d’autres prêtres qui, au cours de leur carrière, ont eu de l’influence au sein de l’Église et avec lesquels il demeure en contact :

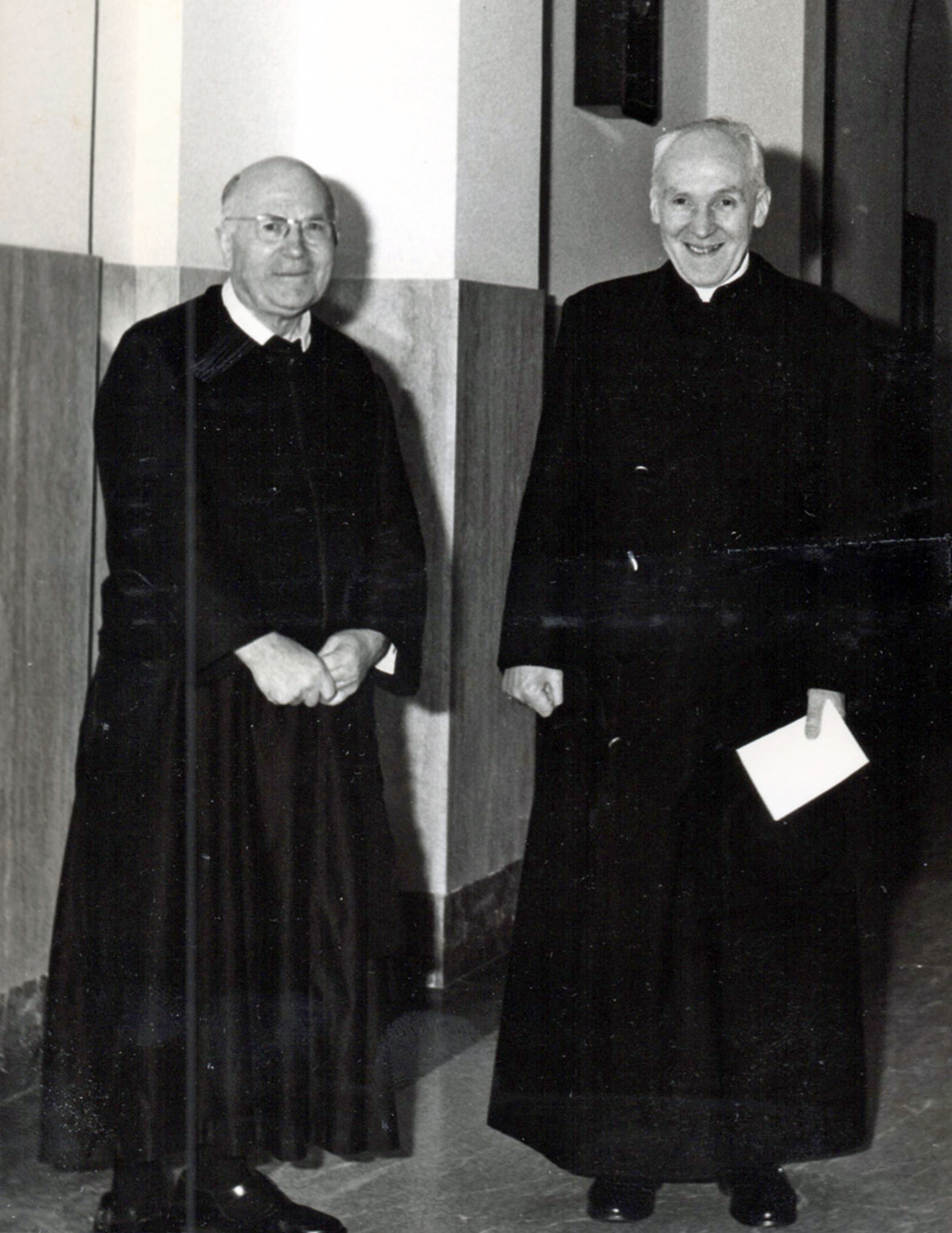
Le chanoine Joseph Robert aux côtés du cardinal Gabriel-Marie Garrone, lors d'une rencontre organisée à Sainte-Marthe (Vatican) le 3 septembre 1968.

- le cardinal Gabriel-Marie Garrone, préfet de la Congrégation pour l’éducation catholique ;
- Alfred Ancel, supérieur général du Prado ;
- Émile Guerry, archevêque de Cambrai ;
- Lucien-Sidroine Lebrun, évêque d’Autun de 1940 à 1966 ;
- le père Georges Finet, devenu le père spirituel de la mystique Marthe Robin.

Il y côtoie aussi Marcel Lefebvre, supérieur général de la Congrégation du Saint-Esprit et fondateur de la Fraternité Saint-Pie-X.
Ayant obtenu deux doctorats (en philosophie scholastique et en théologie), il rentre en France. Il est incardiné dans le diocèse d’Autun, dont l’évêque est alors Hyacinthe-Jean Chassagnon. Il y est successivement vicaire à l'église Notre-Dame d’Autun (de 1927 à 1929) puis curé de Briant dans le Brionnais, de 1929 à 1935. Il doit toutefois séjourner quelque temps, en 1929, dans un sanatorium en Suisse (Montana) pour soigner une forme de tuberculose qu’il a contractée. À Briant, alors qu’il est déjà grandement apprécié de ses paroissiens, il découvre la solitude spirituelle du prêtre de campagne.

### Curé de Lugny et fondateur d'une communauté sacerdotale
À sa demande, il est nommé en 1935 à Lugny, chef-lieu de canton du Mâconnais, où il demeure plus d’un demi-siècle, jusqu’à la veille de sa mort en 1987. Cette région, l'une des plus déchristianisées de France, est alors surnommée la Sibérie du diocèse, cette partie du diocèse d’Autun étant caractérisée par une très faible pratique dominicale. Ce canton rural de Lugny, vivant dans une large mesure du travail de la vigne, était véritablement « un pays de mission ».

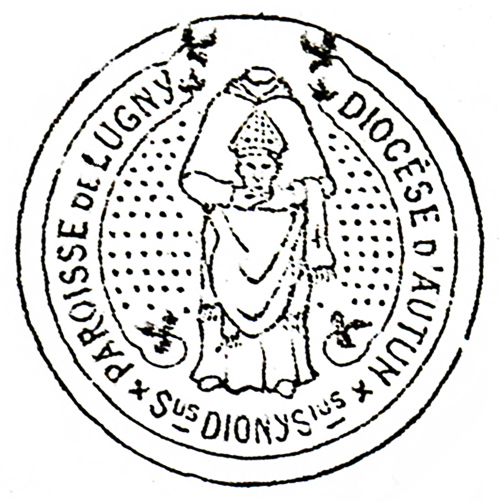

Dès sa nomination, le curé Robert perçoit qu’il n'est pas possible d'œuvrer dans ce secteur de la même manière que dans des paroisses bénéficiant toujours d'une vitalité chrétienne. Dans ce contexte, bien qu'appartenant au clergé séculier, il fonde avec l'accord de son évêque une communauté : la Communauté des prêtres de Lugny, dont il est le responsable en tant que curé-archiprêtre de Lugny. Les prêtres qui l'assistent — ils sont quatre à ses côtés en 1939 : les abbés Paul Durix (1901-1987), Honoré Berthillot (1913-1994), Aimé Berkane (1911-1963) et Paul Clair (1914-1995) — résident tous à Lugny pour se soutenir mutuellement dans la prière et trouver ensemble « un nouveau langage pour transmettre la foi en pays hostile et permettre la refondation d’une communauté chrétienne », chacun ayant la responsabilité d’une des paroisses environnantes et y passant quelques jours par semaine. Ces prêtres dérogent donc à l'obligation de résidence, telle que définie pour les curés de paroisse dans le code de droit canonique. Pour lui, la communauté doit être un lieu de vie fraternelle, de partage, de nourriture spirituelle en même temps qu’un instrument d’efficacité pastorale.
Il persuade une femme, Marie-Louise Simphal, rencontrée à La Giettaz en Savoie, de s’installer à Lugny pour s’occuper de la fondation de la branche féminine de sa communauté pastorale (Les Assistantes communautaires), branche qui a pour mission de soutenir les prêtres et leurs travaux pastoraux. Avec elle, il écrit un catéchisme novateur : Mon premier catéchisme — paru en 1939 et préfacé par Hyacinthe-Jean Chassagnon, évêque d’Autun — qui obtient une reconnaissance nationale et même internationale : il est plusieurs fois réédité et des paroisses francophones l’adoptent après la guerre.

### Un service social rural pour le Haut-Mâconnais
Alors qu’il est soucieux du salut des âmes, le curé Robert se préoccupe aussi de la situation sociale rude de ce secteur rural. À partir du constat de la situation difficile de la vie de certains habitants (mortalité infantile, tuberculose, mauvaise hygiène, alcoolisme, pauvreté, mauvais traitements, etc.), il fonde en janvier 1940 le Service social rural de Lugny pour aider la population de diverses manières. Ce service agit dans de nombreux domaines : cours (ménagers, agricoles, d’hygiène, de puériculture), soins et visites à domicile sur le plan médical, lutte contre les maladies contagieuses, placement des enfants, vestiaire, bibliothèque. Il s’adjoint pour ce travail en profondeur les services d’une assistante sociale diplômée d’État, Mlle Anna Méchoud.

### Rencontre avec la mystique Marthe Robin
En 1940, le père Georges Finet, directeur de conscience de la mystique Marthe Robin et camarade de séminaire du père Robert, est mobilisé. Le père Robert reste présent auprès de la mystique. Il est profondément marqué par cette rencontre et il semble que ce soit Marthe elle-même qui lui ait indiqué de fonder une école catholique dans sa bourgade du Haut-Mâconnais. 
L'abbé Robert est d’ailleurs le tout premier retraitant homme à assister à une retraite prêchée par le père Finet au Foyer de charité de Châteauneuf-de-Galaure, voulu par Marthe Robin. À l’époque, les retraites d’hommes et de femmes sont absolument séparées. Un prêtre du Mâconnais, l’abbé Robert, demande au Père Finet de pouvoir assister aux retraites. Le père Finet ne le veut pas sans l’autorisation de Camille Pic, évêque de Valence. Celui-ci lui dit : « Vous vous mettrez derrière ». Les retraitantes objectent alors qu’il n’y avait pas de raison de ne pas recevoir aux retraites leur mari ou leur fils. Camille Pic, consulté, répond de nouveau : « Vous les mettrez derrière ». Ainsi commencent, le 8 septembre 1941, les retraites de chrétienté, selon le vocabulaire de l’époque.

### Une école catholique pour le Haut-Mâconnais

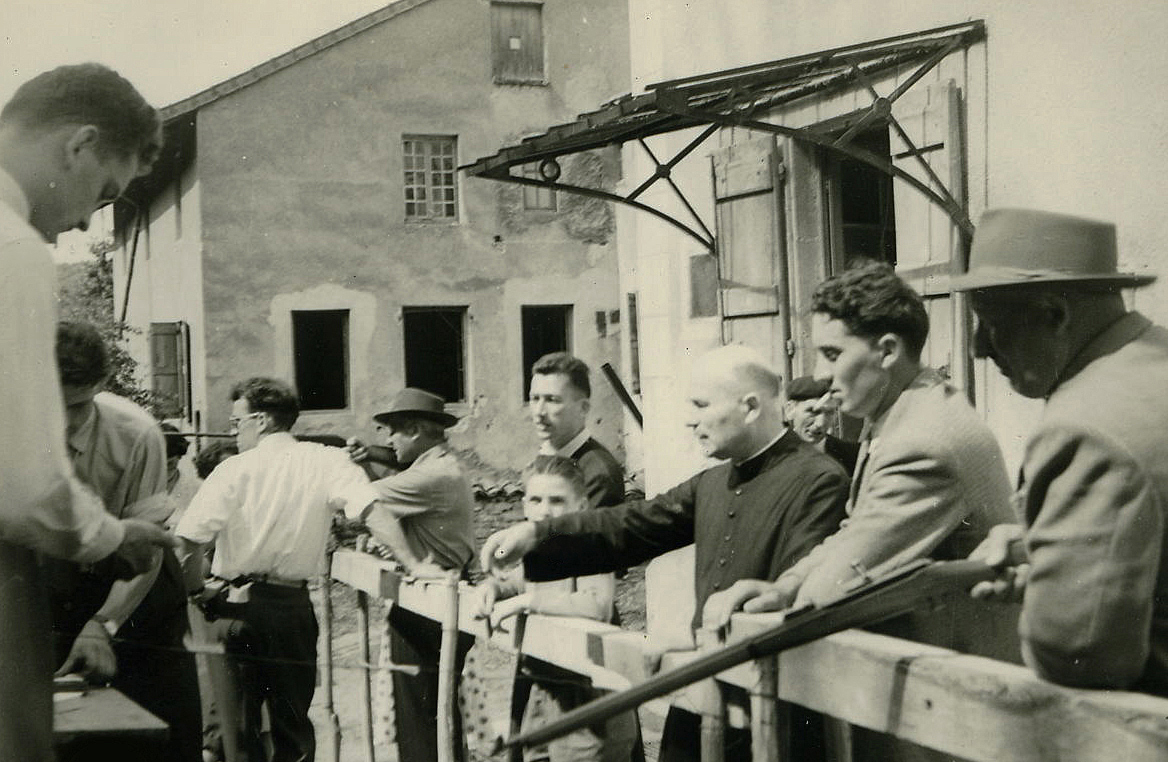
Le chanoine Robert et le père Pléty lors d'une kermesse de l'école (fin des années 50).

C’est alors qu’en mai 1943 le curé Robert fonde une école avec pensionnat, dans des bâtiments achetés à Lugny en 1941 par mademoiselle Simphal et, plus tard, par lui-même, lorsqu'il achète en 1946 le château de Lugny. Cette école est fondée à des fins d’évangélisation, dans l’espoir de créer localement de futurs foyers profondément chrétiens.
Dans cette dynamique, en décembre 1946, sont fondés les Foyers communautaires de Lugny (association qui existe toujours au XXIe siècle) et qui succède au service social rural fondé sept ans plus tôt, avec pour vocation la prise en charge des enfants de l’école en dehors des heures de classe et l’extension des activités sociales. Cette association se fixe plus particulièrement pour buts, d’une part, « l’organisation des services familiaux d’entraide, notamment service de dépannage et d’aide aux familles, foyers, maisons d’enfants, garderie, colonies de vacances, organisation des loisirs et des sports, bibliothèque, et autres services ayant le même objet » et, d’autre part, « l’éducation populaire sous toutes ses formes, notamment enseignement scolaire, péri et post-scolaire, enseignement ménager, artisanal, agricole et autres ».

### LesVoyages et pèlerinages de Lugny

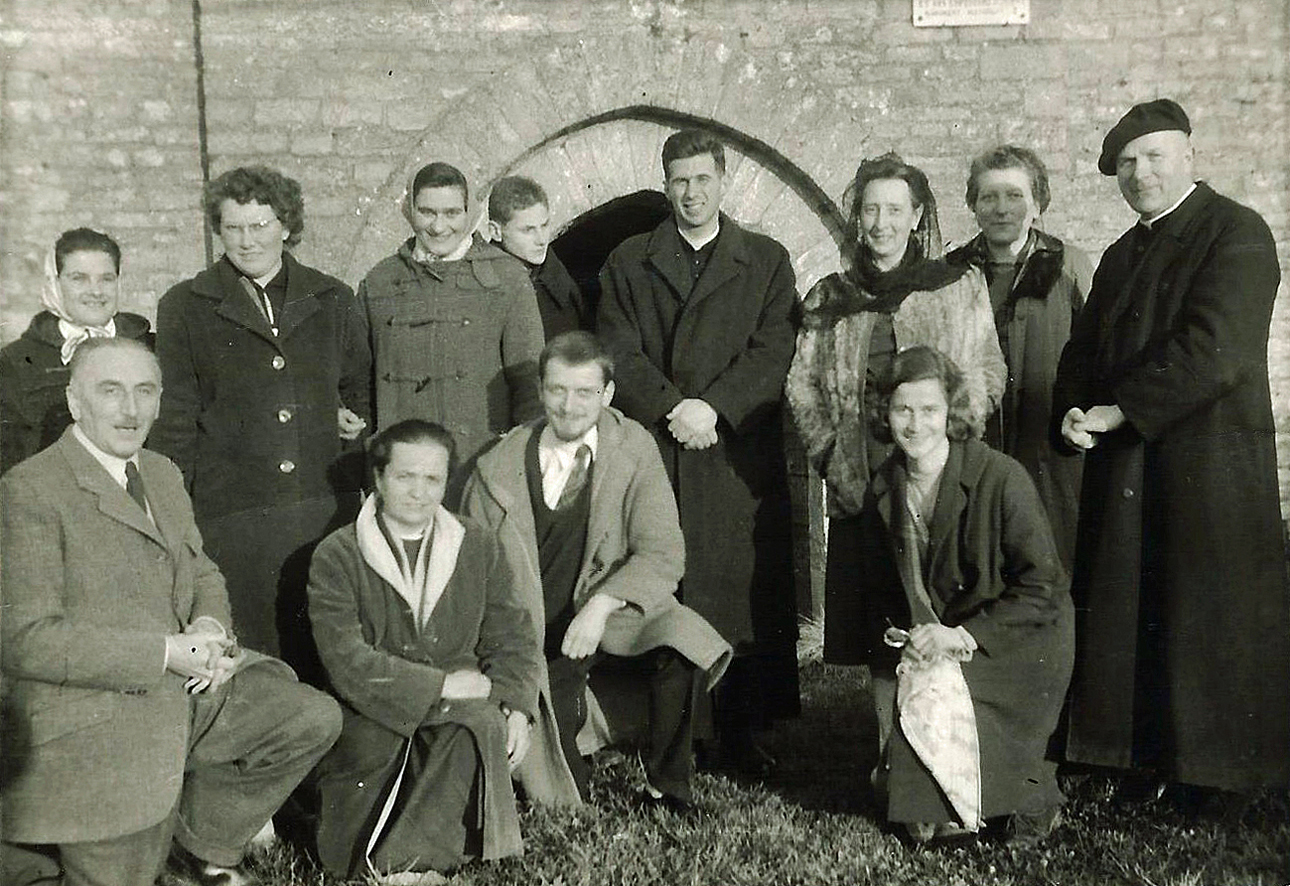
Le chanoine Robert avec un groupe de retraitants devant l'église de Brancion en 1959.

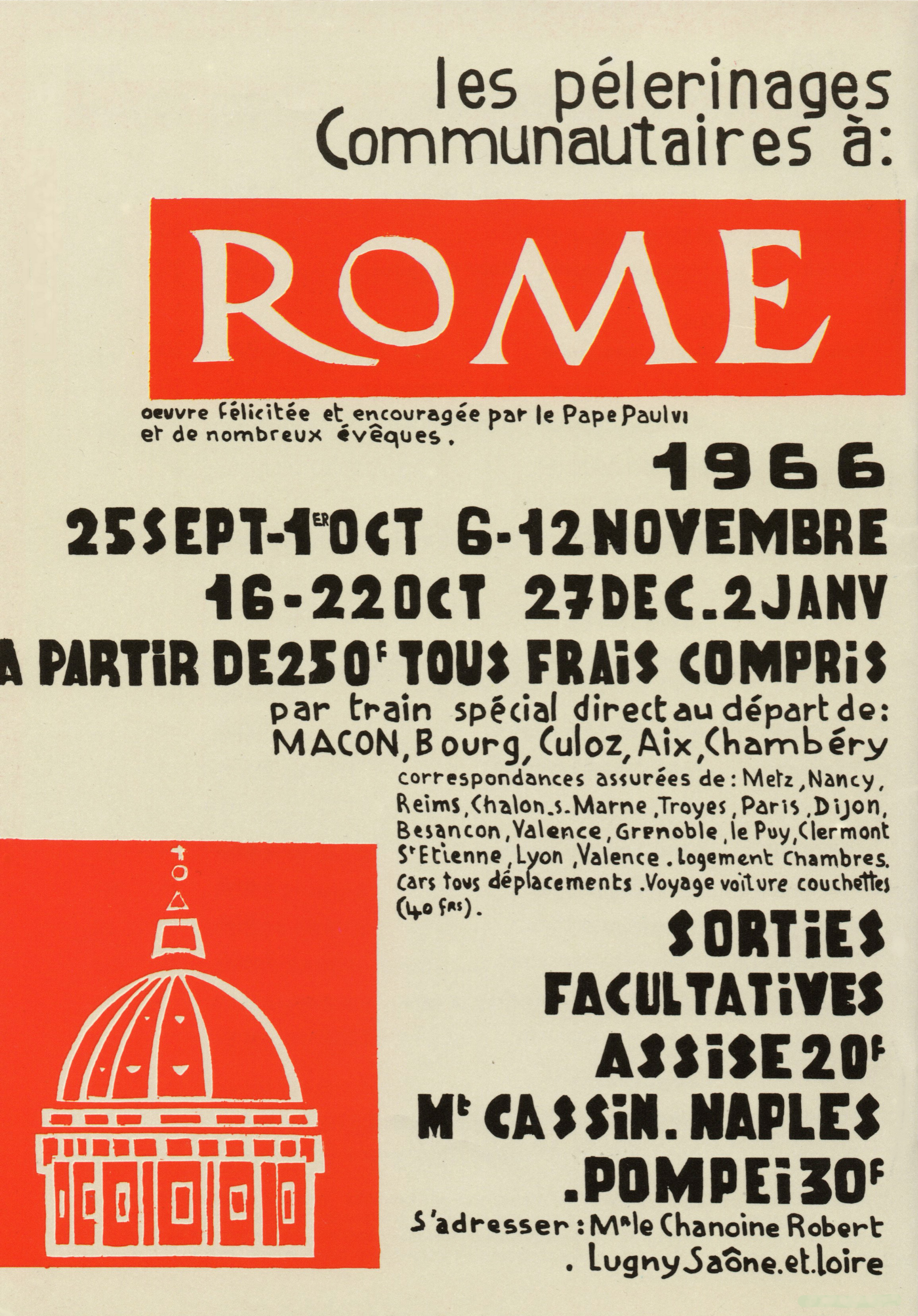
Affiche des « Pèlerinages communautaires de Lugny » annonçant quatre voyages organisés à Rome fin 1966.

Le père Joseph Robert, fait chanoine honoraire du chapitre cathédral d'Autun en 1946 par Lucien-Sidroine Lebrun, évêque d'Autun, fonde en 1950 les Pèlerinages de Lugny, qui deviennent en 1977 les Voyages et pèlerinages de Lugny, association trouvant son origine dans des voyages qui ont été organisés à Rome, au profit de pèlerins, à la fin des années 1930. Le père Gabriel Duru, dans la revue Église d'Autun, en a parlé en ces termes : « Dès sa nomination, l’abbé Joseph Robert se met à l’écoute de ce Mâconnais auquel il s’attache passionnément et qui n’envisage pas de se convertir ». Au bout de quelques mois, il constate : « Le Mâconnais ne peut se convertir car l’Église n’y est pas visible. Il faut donc emmener les Mâconnais là où l’Église est visible… c’est-à-dire : à Rome ». Le curé de Lugny emmène à Rome un petit groupe de paroissiens ; il faut plutôt dire : de paroissiennes. C'est un vrai pèlerinage. Les exercices de piété et les enseignements clairs, forts, ne manquent pas mais déjà il a compris qu’il faut des moments de détente : l’aspect touristique existe dès les tout premiers groupes qui visitent Pompéï et même l’île de Capri. Les groupes se multiplient, grossissent, nécessitant parfois des trains spéciaux. Pour la béatification de sœur Agostina, le père Robert prend le micro devant plus de 400 religieuses accompagnées par 200 personnes, parentes ou amies. Deux pèlerinages emmènent à Rome simultanément 1 100 personnes. C'est aussi le père Robert qui ouvre aux groupes de Lugny le chemin de Lisieux et surtout celui de la Terre sainte. Pas moins de 120 pèlerinages sont effectués à Rome par le prêtre, à la tête de groupes nombreux de fidèles. » 
Cette œuvre de monsieur le curé de Lugny devient association en 1977 et obtient un agrément de tourisme (équivalent à une agence de voyage). Le chanoine Robert connait parfaitement Rome – il y a passé sept années de séminaire dans les années 1920 – et ces pèlerinages sont pour lui et ceux qui le secondent un excellent moyen d’évangélisation, apte à aider les gens à découvrir les racines du christianisme, en suivant les apôtres Pierre et Paul particulièrement. Le chanoine Robert est un grand organisateur et ses dons pour communiquer et faire découvrir Rome (et d’autres lieux comme Lisieux, Assise ou la Terre Sainte) ont attiré des milliers de pèlerins. C’est micro en main, avec des enceintes portatives, qu’il enseigne et fait visiter ces lieux à ces nombreux pèlerins. À Rome, il y est comme chez lui, retrouvant souvent au Vatican des hommes d’Église qu’il a côtoyés durant le séminaire.
Sa passion pour la Ville éternelle le conduit même à traduire en français le livre Saint Pierre retrouvé de l’archéologue italienne Margherita Guarducci, qui a contribué à la réalisation des fouilles sous la basilique Saint-Pierre et retrouvé les ossements présumés être ceux de l’apôtre Saint Pierre. Une manière supplémentaire de faire partager sa foi...

### Le passage de témoin
En 1955, le chanoine Robert s’est dessaisi de ses fonctions de responsable de la communauté sacerdotale et de directeur de l'école qu'il avait fondée, au profit de son successeur désigné, le père Robert Pléty.
En 1971, il reçoit le titre, honorifique mais rare, de Prélat de Sa Sainteté (prélat de la maison pontificale) par le pape Paul VI, qu’il a eu le plaisir de rencontrer à plusieurs reprises lors d’audiences ; Paul VI a si souvent entendu prononcer le nom de la bourgade bourguignonne de Lugny lorsqu’on lui présentait les pèlerins présents lors des audiences générales du mercredi.
En 1972, le chanoine Robert s’est dessaisi des pèlerinages, très librement, le succès et l’âge lui ayant rendu la tâche lourde.

### Fin de vie
Joseph Robert, malade, quitte Lugny en 1986 et meurt quelques mois plus tard, le 15 mars 1987, à l’hôpital de Chambéry.
Il est inhumé au cimetière de Digoin, où sa tombe, qui consiste en un caveau familial, se trouve dans l’allée principale, 9e tombe sur la gauche, quand on entre par l’entrée principale.

## Décorations
- France

| Décoré de la croix de guerre 1914-1918 (avec deux étoiles de bronze). |

- Vatican

| Décoré de la médaille Benemerenti. |

## Témoignages
Lors des funérailles de Joseph Robert, célébrées en l'église de Lugny, le père Georges Dufour, membre de la communauté pastorale de Lugny depuis 1948, a déclaré : « Il n’était pas facile de vivre avec cet homme à la foi massive, sans concession, qui allait directement à l’essentiel, là où l’on n’a pas toujours envie d’aller, enjambant facilement nos petites questions inutiles. Mais je dois dire aussi qu’il a été passionnant, pour qui voulait risquer l’aventure, d’embarquer avec lui. Il me revient de parler de son ministère pastoral. Je voudrais en citer deux traits. Le premier est, sans aucun doute, le souci qu’il a eu de la vie des prêtres dans le ministère. Son expérience de curé de Briant lui avait fait découvrir la solitude spirituelle du prêtre de campagne. C’est là qu’a germé l’idée de communauté de prêtres et de laïcs. Idée renforcée par sa rencontre avec le père Finet, le père Monnier et bien d’autres. Pour lui, la communauté était lieu de vie fraternelle, de partage, de nourriture spirituelle en même temps qu’instrument d’efficacité pastorale. Je le cite : "Seule la communauté possède la pérennité nécessaire pour entreprendre, dans un perpétuel rajeunissement, l’œuvre pastorale qu’exige un problème de secteur." (article dans La Vie spirituelle, 1956 ; « Communauté et pastorale diocésaine »). Le second est une véritable angoisse d’évangéliser.
Evangéliser par la parole : petit catéchisme pour les enfants qu’il voulait "nourris" de l’Évangile (on connaît la sécheresse théologique des catéchismes de cette époque !), conférence aux hommes, chapelets médités de Burgy, commentaires de toutes sortes dont il retravaillait sans cesse la compréhension. En cela encore, la visée était pastorale : "Sans âme commune, disait-il, pas d’action commune et pas d’action commune sans nourriture spirituelle". Evangéliser par la présence concrète à la vie quotidienne. Il chercha longtemps en Mâconnais par quel chemin de "service" il pourrait y parvenir. On a déjà dit ce que furent les Foyers communautaires, l’école et le collège, ainsi que les pèlerinages. J’ajouterai seulement que ces projets constituaient pour lui un atout »
Le père Gabriel Duru, entré dans la communauté sacerdotale de Lugny en 1950 et responsable des Voyages et pèlerinages de Lugny à partir de 1972, a, pour sa part, témoigné de la sorte : « Du temps où il nous enseignait, Monseigneur Robert, que nous appelions alors "Monsieur le Curé", aimait employer le mot source. La source de la Sainte Trinité, c’était le Père et la Sainte Trinité était la source de toute communauté. Voici pourquoi je dirai que l’association Voyages et pèlerinages de Lugny prit sa source à Lugny, en 1938. Dès sa nomination, l’abbé Joseph Robert se met à l’écoute de ce Mâconnais auquel il s’attache passionnément et qui n’envisage pas de se convertir. Au bout de quelques mois, il constate : "Le Mâconnais ne peut se convertir car l’Église n’y est pas visible. Il faut donc emmener les Mâconnais là où l’Église est visible… c’est-à-dire : à Rome". Le curé de Lugny emmènera à Rome un petit groupe de paroissiens (il faudrait peut-être dire : de paroissiennes). Ce sera un vrai pèlerinage. Les exercices de piété et les enseignements clairs, forts, ne manqueront pas. Mais déjà il a compris qu’il faut des moments de détente : l’aspect touristique existera dès les tout premiers groupes qui visiteront Pompéi et même l’île de Capri… Les groupes se multiplieront, grossiront, deviendront parfois des trains spéciaux. Pour la béatification de Sœur Agostina, le Père Robert prit le micro devant plus de 400 religieuses accompagnées par 200 personnes parentes ou amies. Deux pèlerinages emmenèrent à Rome simultanément 1100 personnes. Ce fut aussi le Père Robert qui ouvrit aux groupes de Lugny le chemin de Lisieux et surtout celui de la Terre Sainte. Il s’est dessaisi des pèlerinages en 1972, très librement : le succès et l’âge lui avaient rendu la tâche lourde. Mais, surtout, regardant l’avenir du peuple de Dieu, le principal problème lui paraissait les vocations sacerdotales et il désirait s’y engager complètement. "Voyages et Pèlerinages de Lugny", comparé à un arbre, tient  du Père Robert ses racines, son tronc et sa sève : l’idée créatrice, le mode de réalisation, les destinations de pèlerinages, les grands enseignements, l’équipe d’accompagnateurs, le respect du tourisme, ses groupes au bonheur reçu de la Sainte Trinité et orientés vers Elle. Monseigneur Robert fut un prêtre constructeur de l’avenir de l’Église. Maladroitement nous essaierons de continuer sa route ».

## Hommages

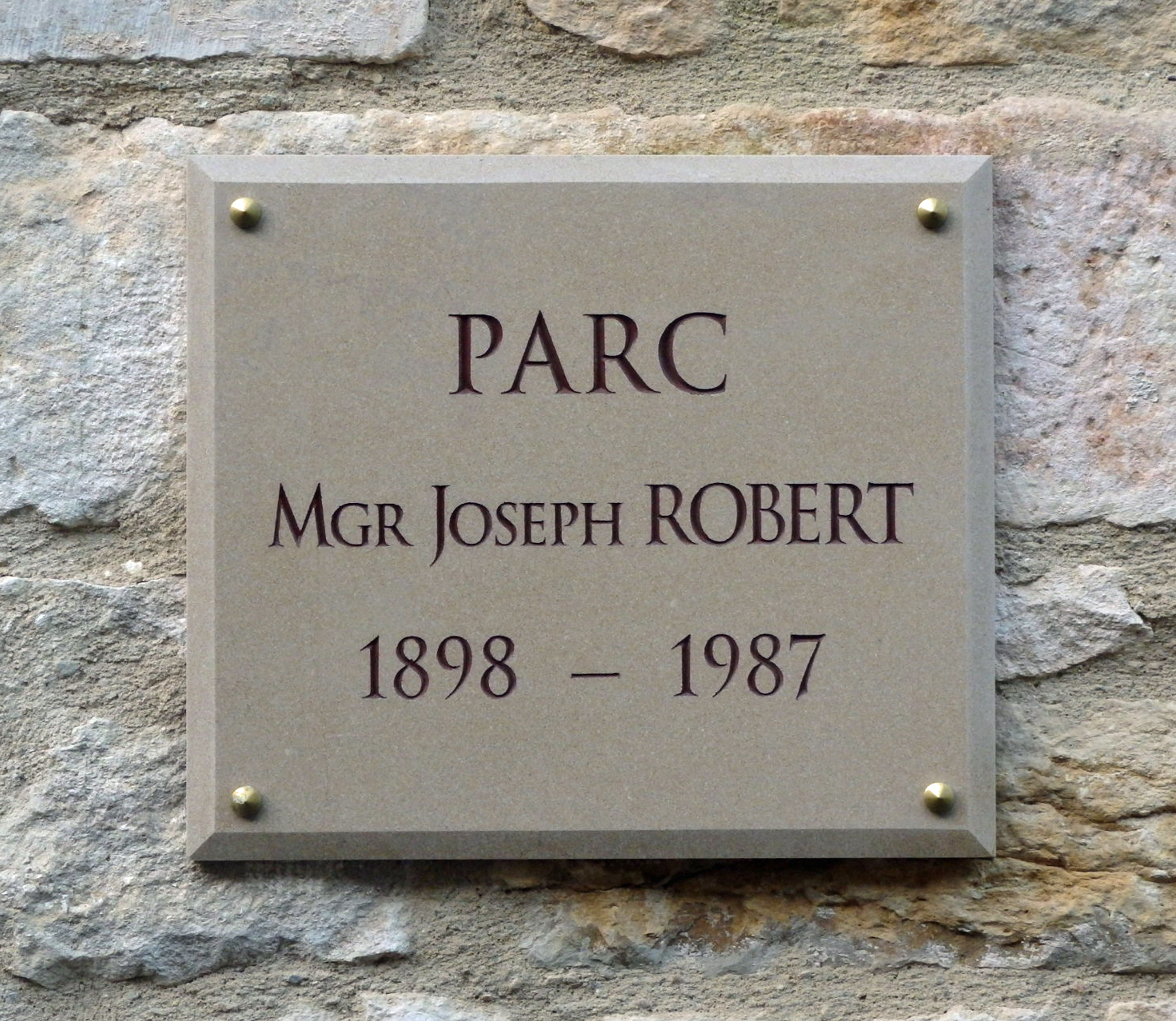
La plaque dévoilée en 2018 à la mémoire de Joseph Robert à l'entrée du parc du château.

Dans la cour du collège privé de Lugny, une plaque a été dévoilée à la mémoire de Joseph Robert le 13 juin 1993, jour où l’école privée célébra les cinquante ans de sa fondation. Ce même jour, l’école se choisit un nom : « La Source ».
Le 2 juin 2018, le parc du château – dans lequel pousse un majestueux hêtre pourpre bicentenaire labellisé « Arbre remarquable de France » en 2018 – a officiellement pris pour nom « Parc Monseigneur Joseph Robert », comme l’atteste une plaque de pierre qui fut dévoilée ce jour-là par la petite-nièce du prélat.

## Ouvrages
- Mon premier catéchisme (première synthèse de la religion chrétienne), publié par Les prêtres communautaires de Lugny-en-Mâconnais sous le patronage de Son Excellence Monseigneur l'évêque d'Autun, Imprimerie Notre-Dame des Anges, Autun, 1939 (68 pages).
- Communauté et pastorale diocésaine, publié par Les prêtres de la Communauté de Lugny-lès-Mâcon, Imprimerie Aubin, Ligugé, 1958 (45 pages)[12].
- Notre Dieu. Trinité de vie, de lumière et d'amour, Éditions Saint-Paul, Paris, 1979  (ISBN 2-85049-166-7)[13].

## Sources et bibliographie
- Jean-François Arnoux, Visages du diocèse d'Autun. 1962-2012 : 50 ans d'histoire, 2013, 694 pages.
- « Mémoire de l'école privée de Lugny "La Source" : 1943-2013, 70 ans d'aventure humaine », 2013. Ouvrage collectif de cent douze pages (+ CD-ROM de 700 photographies) édité par l'Amicale des anciens élèves de l'école libre de Lugny pour le 70e anniversaire de la fondation de l'école privée de Lugny (mai 1943).
- Frédéric Lafarge, « Pour redécouvrir Monseigneur Joseph Robert (1898-1987) : une conférence et une souscription », article paru dans Église d'Autun n° 21 du 21 décembre 2018, page 672.
- Frédéric Lafarge, Monseigneur Joseph Robert (1898-1987), Une communauté missionnaire en Mâconnais : Lugny, Les Foyers communautaires et l'Amicale des anciens élèves de l'école « La Source », Lugny, 2019  (ISBN 978-2-9570533-0-8).
- Frédéric Lafarge, Une école catholique en Mâconnais après-guerre : Lugny. Souvenirs de Paul Coulon, ancien élève (1946-1952), Amicale des anciens élèves de l'école « La Source », Lugny, 2023  (ISBN 978-2-9587944-0-8).